# Percy Montgomery
Pour les articles homonymes, voir Montgomery.

a Compétitions nationales et continentales officielles uniquement.

b Matchs officiels uniquement.
Percival Colin Montgomery, né le 15 mars 1974 à Walvis Bay (Sud-Ouest africain), est un joueur international sud-africain de rugby à XV, évoluant principalement au poste d'arrière.

## Carrière
Né en Namibie, il choisit de défendre les couleurs sud-africaines et commence sa carrière internationale avec les Springboks contre les Lions en 1997.  
En 2002, lorsqu'il décide d'aller jouer en Europe chez les Newport Gwent Dragons au pays de Galles, sa carrière internationale semble vouloir se terminer car la politique de la SARFU, fédération qui régit les règles en Afrique du Sud est de ne pas sélectionner de joueur n'évoluant pas au pays. Mais il est finalement rappelé pour jouer avec les Boks durant la saison 2004 : il participe ainsi à la victoire de ceux-ci dans le Tri-nations.
Alors qu'il joue une saison (2002-03) pour le club gallois de Newport, il est suspendu pour six mois lors d'un match contre Swansea pour avoir bousculé un juge de touche, après avoir été préalablement expulsé par l'arbitre Nigel Owens. Il revient au pays de Galles et joue deux saisons avec la franchise des Newport Gwent Dragons.
En 2005, il décide de revenir dans son pays natal, mais pour jouer désormais chez les Sharks.
Il détient le record actuel de points marqués par un joueur sud-africain en tests matchs, record précédemment détenu par Naas Botha.
En 2007, il dispute sa deuxième coupe du monde. Il est le meilleur marqueur de ce tournoi que l'Afrique du Sud remporte face à l'Angleterre 15-6. Il s'illustre notamment durant cette finale en inscrivant quatre pénalités, soit 12 points sur les 15 inscrits. Pour Montgomery, il s'agit de la consécration de son talent. 
À la suite de la Coupe du monde, il joue une saison dans le Top 14 à l'USA Perpignan, sans grand succès.

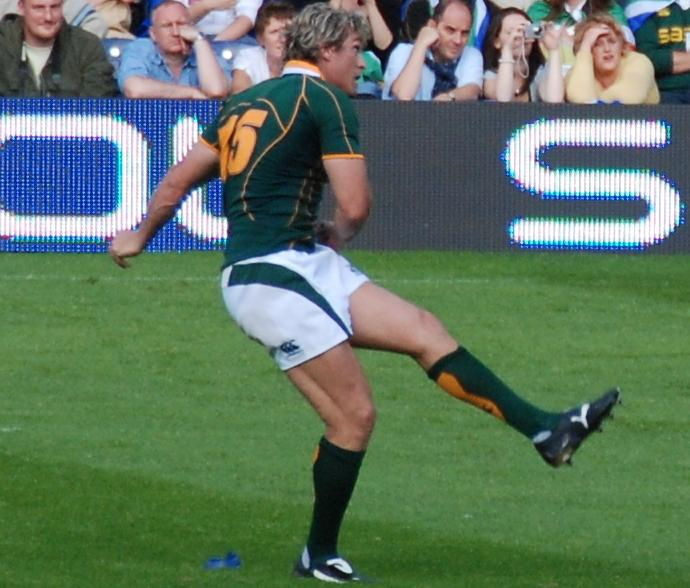
Percy Montgomery en action sous le maillot de l'Afrique du Sud.

Arrière vétéran chez les Springboks, Montgomery est surtout réputé pour la précision et la puissance de son jeu au pied. Son jeu très sobre (il ne relance pratiquement jamais à la main), son sang-froid et sa capacité à s'intercaler toujours judicieusement lors des attaques ont toujours compensé ses quelques défauts (notamment ses qualités de plaqueur). Botteur à la précision de métronome, il est gaucher comme ses rivaux dans cet exercice : Dan Carter et Jonny Wilkinson.
Le 22 septembre 2007, il dépasse Joost van der Westhuizen avec 90 sélections. L'Afrique du Sud s'impose le 12 juillet 2008 à Dunedin et gagne enfin en Nouvelle-Zélande après dix ans de disette. Mais le 16 août 2008, les Springboks sont battus sur le score sans appel de 19-0 à domicile. Percy Montgomery a à cette occasion obtenu sa centième sélection. 

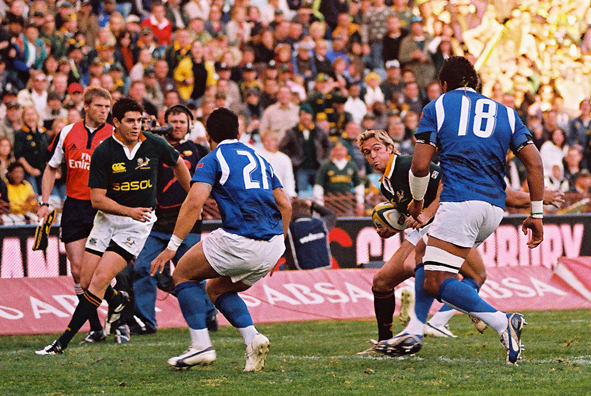
Percy Montgomery, ballon en main, contre les Samoa en juin 2007.

Percy Montgomery annonce qu'il met un terme à sa carrière internationale après la rencontre des Tri-nations contre l'Australie, le 30 août 2008 (53-8), après être entré en jeu en deuxième mi-temps. Il détient le record du nombre de points inscrits sous le maillot des Springboks (893).

## Palmarès

### En club
- Currie Cup :
  - Vainqueur : 1997, 2000, 2001
  - Finaliste : 1998

- Super 14 :
  - Finaliste : 2007

### En équipe nationale
- Coupe du monde :
  - Vainqueur (1)  : en 2007
  - Meilleur réalisateur de la Coupe du monde 2007 avec 105 points.
  - Troisième en 1999

- Tri-nations
  - Vainqueur (2) : en 1998 et 2004

## Statistiques

### En club
- 64 matchs de Super 12/14 avec les Sharks (10) et les Stormers/Western Province (54)
- 322 points marqués en Super 12 (au 30-07-06)

### En équipe nationale
Entre 1997 et 2008, Percy Montgomery compte 102 capes en équipe d'Afrique du Sud, dont 90 en tant que titulaire, depuis le 28 juin 1997 contre l'équipe des Lions Britanniques à Durban. Il inscrit 25 essais, 153 transformations, 6 drops et 148 pénalités. 
Avec les Springboks, il participe à dix éditions du Tri-nations en 1997, 1998, 1999, 2000, 2001, 2004, 2005, 2006, 2007 et 2008. Il dispute également deux Coupes du monde en 1999 et 2007.